# John Sillevis
Jacob Jan Theodoor (John) Sillevis (Voorburg, 13 oktober 1946 – Den Haag, 30 juli 2024) was een Nederlandse kunsthistoricus en penningkunstenaar. 

## Loopbaan
In 1972 deed hij zijn doctoraalexamen kunstgeschiedenis en archeologie aan de Universiteit Leiden, met als bijvakken vergelijkende literatuurwetenschap en sociologie van de mode. 
Vanaf 1972 was Sillevis werkzaam bij het Gemeentemuseum Den Haag, eerst als hoofd van de afdeling Haagse Historie - later als zelfstandig Haags Historisch Museum gevestigd in de Sint Sebastiaansdoelen - vervolgens als conservator bij de afdeling Moderne Kunst, speciaal belast met het beheer van de collectie negentiende-eeuwse kunst. In 1992 volgde zijn aanstelling als hoofdconservator bij Museum Het Paleis aan het Lange Voorhout, toen een dependance van het Gemeentemuseum Den Haag. Hij verzorgde daar onder meer tentoonstellingen over Frida Kahlo, Picasso, Rodin, Ensor en Botero.
Vanaf 2000 tot aan zijn pensionering was hij hoofdconservator Tentoonstellingen bij het Gemeentemuseum. Gedurende de tijd dat hij verbonden was aan de diverse afdelingen van het Gemeentemuseum Den Haag heeft hij spraakmakende tentoonstellingen gemaakt en verschenen tal van boeken waar hij als auteur, coauteur of redacteur heeft bijgedragen, onder meer als begeleiding bij de tentoonstellingen. Ook werkte hij mee aan diverse film- en videoproducties over kunsthistorische onderwerpen.
Sillevis was zelf ook beeldend kunstenaar, hij maakte portretpenningen. Zijn eerste penningen waren gemaakt in Venetiaans glas, en daarna ook in brons. Daarnaast verzamelde hij zelf ook penningen. Een expositie van zijn penningen vond plaats bij Beelden aan Zee.
Hij was ook werkzaam als free-lance conservator, o.a. bij het Dordrechts Museum.

## Nevenfuncties
Door zijn expertise op het gebied van de negentiende-eeuwse kunst werd hij door tal van instituten benaderd voor onder meer bestuursfuncties. Sinds 1978 was hij correspondent van The Burlington Magazine. Van 1978 tot 1988 was hij bestuursadviseur bij "Pulchri Studio" en vanaf 1972 ook redacteur van het tijdschrift "Pulchri". In 1984 richtte hij de Nieuwe Haagse Salon op en was de eerste voorzitter van 1984 tot 1987.
Tot 1978 was hij bestuurslid van de Geschiedkundige Vereniging "Die Haghe", tot 1990 lid van het curatorium van Museum Paul Tétar van Elven in Delft, tot 1995 adviseur van de Stichting Schone Kunsten rond 1900 bij het Drents Museum te Assen, tot 1996 bestuurslid van de Stichting Behoud Panorama Mesdag, tot 2001 bestuurslid van de provinciale afdeling Zuid-Holland van het Prins Bernhard Cultuurfonds en tot 2007 lid van de raad van adviseurs van de Vereniging Rembrandt.
Sillevis was erelid van "Pulchri Studio".
Hij werd 77 jaar oud.

## Onderscheidingen
Voor zijn verdiensten op het gebied van de beeldende kunst ontving hij naast een Nederlandse onderscheiding ook enkele buitenlandse onderscheidingen:
- Chevalier dans l’Ordre des Arts et des Lettres, Frankrijk
- Chevalier dans l’Ordre national de la Légion d’honneur, Frankrijk
- Oficial Orden Nacional al Mérito, Ecuador
- Oficial Orden del Mérito Civil, Spanje
- Ridder in de Orde van Oranje-Nassau
- Goldene Medaille für Verdienste um die Republik Österreich

## Tentoonstellingen
- 1970 - Fotoportret (samen met Hans Locher e.a.)
- 1972/73 - Giovanni Boldini, etsen en tekeningen
- 1972/73 - I Macchiaioli, Italiaanse tijdgenoten van de Haagse School
- 1973 - Geen strand zo charmant ...
- 1973/74 - Den Haag in de pruikentijd, gezien door de familie La Fargue
- 1974 - Verve 1951-1957
- 1974 - Harding‘s romantische reizen
- 1975 - Het romantische landschap in de Franse grafiek
- 1976 - Brieven in beeld, in samenwerking met het Nederlands Letterkundig Museum
- 1977 - Wijnand Nuijen, romantische werken
- 1977 - De Norwich School, romantische aquarellen
- 1978 - Rodolphe Bresdin (samen met Dirk van Gelder)
- 1978/79 - Turner
- 1979 - Burgemeester, minnaar en model
- 1979 - De Haagse School, aquarellen en tekeningen in Antwerpen en Luxemburg
- 1979 - Pre-Raphaelieten, tekeningen, weefsels en behangsels
- 1979 - Dutch Painting from the Century of Van Gogh (samen met RBK) in Tokio, Sapporo, Hiroshima en Nagoya
- 1980 - Max Liebermann en Holland
- 1980 - Mondriaan and The Hague School in Manchester, Birmingham, Southampton en Norwich
- 1981 - Manessier, Pulchri Studio, Den Haag
- 1982 - Verso l’astrattismo, Mondrian e la Scuola dell’Aia, Nederlands Instituut, Florence en Galleria d’Arte Moderna, Milaan
- 1982 - Mondrian et l’Ecole de la Haye, Institut Néerlandais, Parijs
- 1983 - Artistas Modernos de Holanda (werk van Pulchri-leden), Polyforum Cultural Siqueiros, Mexico City
- 1983 - L’Ecole de La Haye, The Hague School, De Haagse School, Grand Palais, Parijs; Royal Academy of Arts, Londen; Haags Gemeentemuseum
- 1983 - W.B. Tholen
- 1984 - Willem de Zwart, Haags Gemeentemuseum, Stedelijk Museum Alkmaar, Singer in Laren
- 1984 - De Schenking Verwey
- 1984 - Alfons Mucha, Pulchri Studio Den Haag
- 1985 - L’arte dell’ acquerello olandese dell’ Ottocento, Prentenkabinet, Rome
- 1985 - Pierre Soulages, Pulchri Studio Den Haag
- 1985/86 - De School van Barbizon, Museum voor Schone Kunsten, Gent, Haags Gemeentemuseum, Den Haag, Parijs
- 1987 - The Barbizon School (Dutch collections), Osaka, Hokkaido, Yokohama, Saga
- 1987 - Alfio Castelli, Pulchri Studio Den Haag
- 1987 - Miguel Ibañez, Pulchri Studio Den Haag
- 1987 - Claude Viallat, Pulchri Studio Den Haag
- 1987/88 - Die Haager Schule, Kunsthalle, Mannheim, Haags Gemeentemuseum
- 1989 - Jan Toorop
- 1989 - Van Gogh/Paul Huf: Oog in oog, Rijksmuseum Vincent van Gogh, Amsterdam
- 1989 - Die Haager Schule in München, Neue Pinakothek, München
- 1990 - Een feest van kleur, Post impressionisten uit particuliere verzamelingen, Noordbrabants Museum, 's-Hertogenbosch
- 1990 - Vincent van Gogh en de Haagse School, Haags Historisch Museum
- 1990 - Van Gogh e la Scuola dell’ Aia, Palazzo Medici-Riccardi, Florence
- 1990 - Das Dilemma der Haager Schule Landschaft im Licht, Wallraf-Richartz-Museum, Keulen, Kunsthaus Zürich
- 1991 - Jongkind, een Hollander in Frankrijk, Slot Zeist
- 1992 - Dutch Drawings from the Age of Van Gogh, The Taft Museum, Cincinnati
- 1992 - Het interieur (samen met Rudi Fuchs), openingstentoonstelling Het Paleis, Den Haag
- 1993 - Frida Kahlo, Het Paleis, Den Haag
- 1993 - De jaren ‘50, een Haagse visie, Pulchri Studio Den Haag
- 1993 - Licht, lucht en water; de verloren idylle van het riviergezicht, Noordbrabants Museum, 's-Hertogenbosch
- 1994 - Paul Huf Highlights, Het Paleis, Den Haag
- 1994 - Jean-Charles Blais, l’Affiche, Het Paleis, Den Haag
- 1994 - Miguel Ibañez, Het Paleis, Den Haag
- 1994 - Pablo Picasso, de kunstenaar en zijn model, Het Paleis, Den Haag
- 1994 - Raakvlakken; Andrea, Berserik, Gordijn, Kuiper, Nobbe, Overdam, Aat Verhoog, Westerik, Wijnberg
- 1995 - Cecil Beaton, foto’s, Het Paleis, Den Haag
- 1995 - Hongaarse schilderkunst 1860-1910, Het Paleis, Den Haag / Museum voor Schone Kunsten, Gent
- 1995 - A Hágao Iskola, Hongaars Nationaal Museum, Boedapest
- 1995 - Rodin (in samenwerking met Singer Museum), Het Paleis, Den Haag / Singer Museum, Laren
- 1995/96 - Rodin et la Hollande, Musée Rodin, Parijs
- 1996 - Van Gogh und die Haager Schule, Kunstforum der Bank Austria, Wenen
- 1996 - Corot, Courbet und die Maler von Barbizon, Haus der Kunst, München
- 1996 - Kupka, Het Paleis, Den Haag
- 1996 - Van Gogh y la Escuela de la Haya, Sala de las Alhajas, Madrid
- 1996 - Léon Spilliaert, Het Paleis, Den Haag
- 1996 - Uit Koninklijk Bezit (in samenwerking met Koninklijk Huisarchief), Het Paleis, Den Haag
- 1996/97 - Suze Robertson, Het Paleis, Den Haag
- 1997 - Van Weissenbruch tot Westerik, 150 jaar Pulchri Studio (in samenwerking met Leo Delfgaauw), Pulchri Studio, Den Haag
- 1997 - De Gouden Eeuw van Denemarken, Het Paleis, Den Haag / Musée national d’ histoire et d’art, Luxemburg
- 1997 - De Dandy (in samenwerking met Ietse Meij), Het Paleis, Den Haag
- 1997 - Het geheim van Murano, Venetiaans glas, Het Paleis, Den Haag
- 1998 - Den Haag rond 1900, een bloeiend kunstleven (in samenwerking met Titus Eliëns), Het Paleis, Den Haag
- 1998 - Wiener Werkstätte, keuze uit Weense collecties, Het Paleis, Den Haag
- 1998 - Art-nouveau-architectuur in Den Haag, fotografisch overzicht, Het Paleis / Pulchri Studio, Den Haag
- 1999 - James Ensor, Het Paleis, Den Haag
- 2000 - Passie en devotie, Barok uit Ecuador, Het Paleis, Den Haag
- 2001 - Verkade, sculptuur, Het Paleis, Den Haag
- 2001 - Picasso tot Tàpies, Meesterwerken uit het Museo Reina Sofía, Madrid
- 2002 - Dromen van Holland
- 2002 - De tijd van Degas
- 2002/03 - Isaac Israëls in de mode (in samenwerking met Hans te Nijenhuis)
- 2003 - Botero
- 2003 - J.B. Jongkind, Gemeentemuseum Den Haag / Wallraf-Richartz Museum, Keulen / Musée d'Orsay, Parijs
- 2004 - Constant Permeke (in samenwerking met Willy Van den Bussche)
- 2004 - Belgrado-Parijs, meesterwerken uit het Nationaal Museum van Servië in Belgrado
- 2004 - De natuur als atelier (in samenwerking met Franz Kaiser)
- 2004 - Kees Andrea
- 2004 - De Haagse School, Stadhuis Brussel
- 2005 - De Haagse School en de jonge Van Gogh (in samenwerking met Fred Leeman)
- 2005 - Finse Kunst rond 1900 (in samenwerking met Obere Belvedere, Wenen)
- 2006 - De Haagse School (Van Gogh, Mondriaan, I haaska slikarska skola), Galerija Klovićevi dvori, Zagreb
- 2006 - Leven als een dandy, Museum Mesdag, Den Haag
- 2006 - De naakte waarheid; Courbet en het 19e-eeuwse naakt
- 2006 - Geeft acht! Het militaire genre in de 19e eeuw (in samenwerking met Henny Goedegebuure)
- 2006 - Botero, monumentale sculpturen, The Hague Sculpture, Lange Voorhout, Den Haag
- 2006 - Botero, tekeningen, Het Paleis, Den Haag
- 2006 - Bernard Buffet
- 2007 - Ordrupgaard, van Courbet tot Købke
- 2008 - De gebroeders Oyens (in samenwerking met Fred Hendriks)
- 2008 - Sandro Chia, Talking Paintings
- 2008 - Pat Andrea: Alice in Wonderland
- 2018 - Chambre d'amis, Kunstzaal Van Heijningen

## Enkele publicaties
- Systeem met drie figuren, Anton Heyboer (1969); Openbaar Kunstbezit, 13e jrg.
- Sociale functie van het fotoportret (1970); Spiegel Historiael, 5e jrg., p. 210 e.v.
- Hôtel des Galeries in Scheveningen (1971); Spiegel Historiael, 6e jrg., p. 44 e.v.
- Fotografie (1972); Openbaar Kunstbezit, 16e jrg.
- Varie su Boldini (1973); Arte Illustrata anno IV, no. 54
- Christiaan de Moor (1974); Maatstaf, 22e jrg. no. 10
- Praz over Couperus (1975); Maatstaf, 23e jrg. no. 1
- Vertaling Mario Praz De 'gotische roman' van Matthew Gregory Lewis (1975); Maatstaf, no. 2
- Harding’s portfolio (1975); Maatstaf, 23e jrg. no.10
- Christiaan de Moor - op zoek naar synthese (1974); Maatstaf, 22e jrg. no. 10 [5]
- Vertaling Mario Praz De 'gotische roman' van Matthew Gregory Lewis (1975); Maatstaf, no. 2 [6]
- Door Holland met de trekschuit (1976); Uitgeverij Westers; 85 p.; ISBN 9789061070412
- Dutch Painting from the Century of Van Gogh (1979); Tokio (met Joop M. Joosten en Ronald de Leeuw)
- Max Liebermann en Holland (1980); Sdu Uitgevers; 120 p.; ISBN 9789012029452
- De Haagse School, Hollandse meesters van de 19de eeuw (1983); tent.cat. bij de tentoonstelling georganiseerd door het Haags Gemeentemuseum en de Dienst Verspreide Rijkskollekties, Den Haag, in samenwerking met de Réunion des musées nationaux, Parijs en de Royal Academy of Arts, Londen; Grand Palais, Parijs, Royal Academy of Arts, Londen, Haags Gemeentemuseum, Den Haag
- Het Haagse van de Haagse School (1983); Openbaar Kunstbezit
- Watercolours and drawings of The Hague School (6-1983); Apollo
- Lenore of de vlucht van de fantasie (1984); in: Met eigen ogen, opstellen aangeboden door leerlingen en medewerkers aan Hans L.C. Jaffé, Amsterdam
- Le beau idéal (1984); Maatstaf, 32e jrg. no. 11/12 (speciaal nummer voor Gerrit Komrij)
- L'arte dell'acquerello olandese dell'ottocento, dalla collezione del Rijksprentenkabinet ad Amsterdam (1985); tent.cat. Gabinetto delle Stampe (Rome) (ook verschenen in Nederlandse en Engelse editie: Hollandse aquarellen uit de 19e eeuw / Dutch watercolours of the 19th century)
- De School van Barbizon, Franse meesters van de 19de eeuw (1985); Museum voor Schone Kunsten (Gent) / Gemeentemuseum Den Haag
- Rudolphe Bresdin 1822-1885 (1985); Haags Gemeentemuseum; ISBN 9789012022996
- Back to Barbizon (fotoboek met Paul Huf) (1987), Tokio
- The Barbizon School, Dutch collections (1987), tent.cat. Osaka, Hokkaido, Yokohama, Saga
- Claude Viallat (met Yves Michaud) (1987), tent.cat. Pulchri Studio
- Lettres de Jozef Israels à Arnold et Tripp, marchands de tableaux Paris, (1881-1892), Archives de l'art français, n.p. tome XXIX (1988), p. 141-162
- Cursus Open Universiteit, cursusdeel 4 Visuele Kunsten, kunstgeschiedenis van de nieuwste tijd Academisme versus avant-garde, (1989), Heerlen
- Voyages romantiques, Le Haags Gemeentemuseum à l'Institut néerlandais (1989); Haags Gemeentemuseum/Institut Néerlandais (Parijs); 36 p.; ISBN 9789067300728
- Feest van kleur (1990); Uitgeverij W Books B.V.; 260 p.; ISBN 9789066302310
- Feast of colour (1990); Uitgeverij W Books B.V.; 260 p.; ISBN 9789066302327
- Van plint tot plafond; de presentatie van eigentijdse kunst in de negentiende eeuw in: De kunst van het tentoonstellen (1991), Den Haag
- Jongkind Hollander in Frankrijk (1991); Walburg Pers; ISBN 9789060117743
- Dutch Drawings from the Age of Van Gogh (1992)
- Het rivierlandschap (1993) in tent.cat. Licht, lucht en water, De verloren idylle van het riviergezicht, ’s-Hertogenbosch
- Paleis Lange Voorhout (1993), Den Haag (bewoningsgeschiedenis)
- Monet's 'Quai du Louvre', en de inspiratie van de fotografie (1993) in: Jaarboek Haags Gemeentemuseum, pp. 78 – 87
- Frida Kahlo, La Casa Azul (1993); ISBN 9789067300971
- Gustave Moreau (1994); Stadsgalerij Heerlen (met Geneviève Lacambre)
- Bijdragen aan: De verzameling van de Stichting Willem van der Vorm (1994) in Museum Boijmans Van Beuningen, Rotterdam
- Paul Huf, Highlights Catalogue (1994); Nieuwe Uitgevers B.V./Europese Bibliotheek; 127 p.; ISBN 9789074271578
- Rodin (1995); Uitgeverij Snoeck; 251 p.; ISBN 9789053491881
- Rodin's first one-man show (1995) in: The Burlington Magazine, nr. 113, pp. 832–837
- Bijdrage aan: From Canaletto to Kandinsky, Masterworks of the Carmen Thyssen-Bornemisza Collection (1996) Madrid
- A broad impression of nature (1996) in tent.cat. The Magical Panorama, The Mesdag Panorama, an experience in space and time, Den Haag
- Eppe de Haan (1996); Leiden
- Pittoresk Normandië (1996) in: Aan Zee, Kunstschrift 4, pp. 18–22
- Kupka (1996); Gemeentemuseum Den Haag; ISBN 9789067301107
- Van Weissenbruch tot Westerik, 150 jaar Pulchri Studio (1997); Den Haag
- The Secret of Murano (1997); tent.cat. Den Haag/Venetië (i.s.m. Adriano Berengo en Rosa Barovier)
- La diversificazione nel linguaggio realista nell' Ottocento (1997) in: La pittura nei Paesi Bassi, dl. III, Milaan
- De dandy, mode kunst en literatuur (1997); Museum Het Paleis/Uitgeverij Snoeck; 164 p.; ISBN 9789053492499
- Wiener Werkstätte, keuze uit Weense collecties (1998); Inmerc B.V.; ISBN 9789066119819
- Art nouveau architectuur in Den Haag, een fotografisch overzicht (1998); Inmerc B.V.; ISBN 9789066119611
- Peter Blokhuis, schilderijen en tekeningen (1998); 120 p.; ISBN 9789090120317
- Kees Verkade, beeldhouwer sculptor sculpteur (1999); Chevalier bv; 300 p.; ISBN 9789076751016
- Mesdag en de zee (1999); tent.cat. Fries Museum, Leeuwarden
- Passie en devotie, Barok uit Equador (2000); Snoeck-Ducaju en Zoon; 120 p.; ISBN 9789053493168
- Johan Antoni de Jonge 1864-1927 (2000); Rokin Art Press B.V.; 144 p.; ISBN 9789073931138
- Twee eeuwen Haagse kunst 1801-2001 (2001); uit de serie: Haags Palet; Haagse Beeldende Kunst en Kunstnijverheid; 56 p.; ISBN 9789080532489
- Het Haagse School boek (2001); Uitgeverij W Books B.V.; 416 p.; ISBN 9789040095405
- Kees Verkade (2001); Snoeck-Ducaju en Zoon; 248 p.; ISBN 9789053493670
- Van Picasso tot Tapies; Spaanse kunst in de twintigste eeuw uit de collectie van het Nationaal Museum voor kunst en cultuur Reina Sofia (2001); Uitgeverij W Books B.V.; 142 p.; ISBN 9789040096150
- Ed Valk tekent mensen (2002) in tent.cat. Ed Valk tekent mensen, Kunsthal Rotterdam
- Eppe de Haan (2002); Uitgeverij W Books B.V.; 81 p.; ISBN 9789040087042
- De tijd van Degas (2002); Uitgeverij W Books B.V.; 143 p.; ISBN 9789040096778
- Jongkind, aquarellen (2002); Parijs
- Ton Pape (2002); tent.cat. Museum Rijswijk; Uitgeverij Hapax; 60 p.; ISBN/EAN 9789076768182 (met Arjan Kwakernaak)
- Johan Barthold Jongkind (2003); Uitgeverij W Books B.V.; 232 p.; ISBN 9789040088605
- Johan Barthold Jongkind - 1819-1891 (Engelse editie) (2003); 232 p.; Uitgeverij W Books B.V.; ISBN 9789040088612
- Fernando Botero (2003): Uitgeverij W Books B.V.; 112 p.; ISBN 9789040088490
- Ermine Poort (2003); De kunstenaar.nl; 88 p.; ISBN 9789080783812
- The Hague School Book (2004); Uitgeverij W Books B.V.; 416 p.; ISBN 9789040090370
- Le Livre de l’ecole de La Haye (2004); Uitgeverij W Books B.V.; 416 p.; ISBN 9789040090387
- Constant Permeke 1886-1952 (2004); Uitgeverij W Books B.V.; 175 p.; ISBN 9789040089992
- Belgrado-Parijs (2004); Uitgeverij W Books B.V.; 79 p.; ISBN 9789040089824
- De Haagse School en de jonge Van Gogh (2005); Uitgeverij W Books B.V.; 191 p.; ISBN 9789040090714
- Den Haag, geschiedenis van de stad, negentiende en twintigste eeuw (2005); Uitgeverij W Books B.V.; 399 p.; ISBN 9789040090240
- Benard Buffet, een omstreden oeuvre (2006); Uitgeverij W Books B.V.; 168 p.; ISBN 9789040082573
- Leven als een Dandy (2006); Uitgeverij Terra - Lannoo; 94 p.; ISBN 9789058973757
- De naakte waarheid, Courbet en het 19e-eeuwse naakt (2006); Uitgeverij Terra - Lannoo; 174 p.; ISBN 9789058975089
- Volendam, schildersdorp 1880-1940 (2006) (i.s.m. Louw van Sinderen)
- Pronkhaan/weerhaan, het veelzijdige oeuvre van Jurjen de Haan (2007); Press/Art Editions; 192 p.; ISBN 9789073823143 (met Wim van Kleef)
- The Baroque World of Fernando Botero (2007); Musée des Beaux- Arts, Quebec, Canada
- Botero in het Paleis, vijftig recente meesterwerken van Fernando Botero = fifty recent master drawings by Fernando Botero (2007); Museum Escher in Het Paleis; ISBN 9789090207728
- Ordrupgaard, van Courbet tot Købke (2007); Uitgeverij W Books B.V.; 144 p.; ISBN 9789040084072
- De schilderkunst der Lage Landen, de negentiende en de twintigste eeuw (2007); Amsterdam University Press; 286 p.; ISBN 9789053568347
- De schilderkunst der Lage Landen (2008); Amsterdam University Press; 3 dln.; ISBN 9789053566817
- Jozef en Isaac Israëls, vader & zoon (2008); Uitgeverij W Books B.V.; 159 p; ISBN 9789040085420
- Javier Marín: Mexican Sculptures (2009); Stichting Den Haag Sculptuur; 96 p. (met Louw van Sinderen); ISBN 9789078010036
- Eppe de Haan in Pietrasanta, een Nederlandse beeldhouwer in Toscane (2009); Uitgeverij W Books B.V.; 96 p.; ISBN 9789040086014
- Eppe de Haan in Pietrasanta, a Dutch sculptor in Tuscany (2009); Uitgeverij W Books B.V.; 96 p.; ISBN 9789040086021
- Jan Roëde, een verborgen dialoog (2010); uit de serie: Haags Palet; Haagse Beeldende Kunst en Kunstnijverheid; 48 p.; ISBN 9789070003265
- Peter Blokhuis in Marrakech, een Nederlandse schilder in Marokko (2010); Uitgeverij W Books B.V.; 96 p.; ISBN 9789040077210
- Schilders van het Westland, van 1500 tot heden (2010); Scriptum; 191 p.; ISBN 9789055947515
- Arja van den Berg, onderweg - on her way (2011); Uitgeverij De Kunst; ISBN/EAN 9789081784702
- Eenmaal, andermaal! tweehonderd jaar Venduehuis der notarissen te ‘s-Gravenhage (2012); De Nieuwe Haagse Uitgeverij B.V.; 65 p.; ISBN 9789491168277
- Other Faces (2013); uitgave t.g.v. de gelijknamige tentoonstelling in Den Haag
- David d'Angers, penningen uit de romantiek (2013); De Beeldenaar 37 nr. 2, pp. 65-67
- Fascination, interview Menswear Fetisch, Moba Arnhem (2013); Fetishism in Fashion. pp. 108-111
- Panorama Mesdag Album (2015); Panorama Mesdag
- De Haagse School, sentiment van het alledaagse (2015); cat.tent. Holland op zijn mooist, het voorjaar van de Haagse School, Dordrechts Museum, Gemeentemuseum Den Haag, pp. 7-36
- Max Liebermann, die Haager Schule und Van Gogh (2015); cat.tent. Liebermann und Van Gogh, Liebermann Villa am Wannsee, pp. 104-115
- Van gecouleurde tekening tot aquarel, de Nederlandse aquarel in de negentiende eeuw (2015); cat.tent. De Aquarel, Teijlers Museum Haarlem, De Mesdag Collectie Den Haag, pp. 7-46
- Jongkind & vrienden (oktober 2017); cat.tent. Jongkind & vrienden, Dordrechts Museum, Thoth Uitgeverij; 223 p.; ISBN 978-9068687439
- Napoleontische sporen in de wereld van de kunsten (2020) in: Napoleons nalatenschap, sporen in de Nederlandse samenleving, onder redactie van Lotte Jensen, Uitgeverij De Bezige Bij; 272 p.: ISBN 9789403109817
- Kees Andrea; Van Spijk Art Projects; ISBN 9789062169153
- Licht, lucht en water, de verloren idylle van het riviergezicht; Uitgeverij W Books B.V.; ISBN 9789066304154
- Den Haag Sculptuur: BOTERO; Stichting Den Haag Sculptuur; ISBN 9789078010029
- Singing donkey’s; Gemeentemuseum Den Haag; ISBN 9789067300957
- Walter Nobbe, van theater naar stilte uit de serie: Haags Palet; Haagse Beeldende Kunst en Kunstnijverheid; 48 p.; ISBN 9789070003081
- Kees Andrea; Van Spijk Art Projects; ISBN 9789062169153
- Peintures de l’âge d'or Damais; Uitgeverij Snoeck-Ducaja en Zoon; ISBN 9789053492420
- De reis van Mitoraj in Igor Mitoraj, Façade (2021); Museum Beelden aan Zee; Uitgeverij Waanders; 96 p.; ISBN 9789462623385

## Lezingen in het buitenland
- Het museum en zijn sociale context, t.g.v. de opening van de nieuwe Galleria d' Arte Moderna, Bologna 1975
- Rodolphe Bresdin, Théâtre Royal, Bordeaux 1981
- Mondriaan en de Haagse School, Musée des Arts Décoratifs, Parijs 1982
- Vincent van Gogh en zijn Hollandse herkomst, Academie voor Beeldende Kunsten, Rome, Florence, Venetië, Milaan 1983
- Vincent van Gogh and The Hague School, Vincent van Gogh international Symposium, The Tokyo University, Tokyo 1985 / publicatie in 1988
- Vincent van Gogh et le marché d'art, 12 maart 1988 in de reeks: Conférences et débats van het Musée d'Orsay bij de tentoonstelling Van Gogh à Paris

## Films en documentaires
- Een gat in de tijd over Giovanni Boldini met Jonne Severijn in samenwerking met het Ministerie van WVC, 1974
- Met en zonder voetstuk over Nationale Monumenten met Saskia Bos, tv-documentaire, Openbaar Kunstbezit, 1975
- Tv-programma’s over fotografie, het Haags Gemeentemuseum en Joris-Karl Huysmans met Jonne Severijn
- De Haagse School met Jan Wouter van Reyen, 1983 (ook Duitse en Engelse versie)
- The Barbizon School, tv-film Mainichi Broadcasting System, Osaka, 1987
- Claude Viallat, tv-documentaire voor Nederland C met Hans Keller, 1987
- Serie van 6 documentaires over Vincent van Gogh, KRO TV, 1990
- Jugendstil in Den Haag, met Robin Lutz, 2000; bekroond tijdens documentairefestival Europa Nostra Dobbiaco 2000
- Johan Barthold Jongkind, een Hollander in Honfleur, met Robin Lutz, 2003; bekroond tijdens het documentairefestival Europa Nostra 2004
- De Nieuwe Realisten, gesprekken met Peter Blokhuis, Jurjen de Haan, Walter Nobbe, Pat Andrea, met Robin Lutz, 2003
- Wandelen met Van Gogh door Den Haag, met Robin Lutz, 2005; bekroond tijdens documentairefestival Hollywood 2007
- Panorama Mesdag Album, Panorama Mesdag, Den Haag 2015 (Nederlandse en Engelse versie)
- Sentiment en Werkelijkheid, documentairefilm, Annemarie Strijbosch Filmproducties, in samenwerking met Jeanne van der Horst, 2015